# Diga di Yalvaç
La diga di Yalvaç è una diga della Turchia. Si trova nella provincia di Isparta.